# 4. lipnja u Drugom svjetskom ratu
Drugi svjetski rat po nadnevcima: 4. lipnja u Drugom svjetskom ratu.

### 1942.
- Započela četverodnevna bitka za Midway, u kojoj su Amerikanci nanijeli prvi ozbiljan poraz Japanskoj carskoj mornarici.

### 1944.
- Američke oružane snage oslobodile Rim.